# 直方隕石
直方隕石（のおがたいんせき）は、福岡県直方市下境の須賀神社に「飛石」として伝わる隕石である。貞観3年4月7日（ユリウス暦861年5月19日、グレゴリオ暦換算では24日）に落下した目撃記録のある世界最古の隕石と認定されているが、実際に落下したのは寛延2年5月29日（1749年7月13日）とする説もあり、この説をとる場合には日本国内において南野隕石（1632年落下）・笹ヶ瀬隕石・小城隕石に次ぐ古い記録をもつ隕石となる。

## 概要
重量472 gのL6-コンドライトの石質隕石である。現在も須賀神社が管理しており、5年に一度行われる神幸大祭の際に公開される。2016年10月22日と23日に開催された神幸大祭においても公開され、多くの天文ファンが訪れたとされる。神社の境内には1992年に建てられた記念碑があり、隕石のレプリカが設置されている。

## 「世界最古の落下目撃隕石」認定までの経緯
貞観3年4月7日の夜、武徳神社（今の須賀神社、北緯33度43分44秒 東経130度44分45秒）境内に落下し、その翌日に深くえぐられた土中から黒く焦げた石が掘出され、それを桐箱に納めて保存したという地元の伝承が残っている。桐箱の蓋の裏には「貞観三年四月七日ニ納ム」という墨書がある（前述の、翌日納めたという伝承とは矛盾がある）。
1922年（大正11年）に筑豊鉱山学校の初代校長・山田邦彦により隕石だと鑑定されたが、学術雑誌への発表がなく、山田の急逝により長く知られないままになっていたともいわれる。須賀神社には大正13年3月の日付のある鑑定書の写しが現存する。
1979年9月19日、地元のラジオ番組「九州むかし話」で須賀神社に伝わる「飛石」の伝説が紹介され、それを知った研究者により「須賀神社の『飛石』とは隕石落下の話ではないか」と考え、調査が開始された。国立科学博物館の理化学研究部長・村山定男らの鑑定により、世界最古の隕石落下目撃記録であると1981年になって認定された。
伝承や桐箱に記された年月日が正確であれば、落下の目撃記録がありかつ標本が現存する隕石としては、当時世界最古とされていた1492年落下のエンシスハイム隕石よりも古い世界最古のものと考えられたが、桐箱以外に年代を裏付ける史料や正確さを示す資料は発見されず、科学的手法による年代測定が試みられた。その後、宮司の許可を得て桐箱の一部を削り取り放射性炭素年代測定を行ったところ西暦410±350年という年代が得られたため、世界最古の落下目撃隕石として正式に認められた。

## 異説
2012年9月に『福岡地方史研究』第50号において発表された説では、この隕石が落下したのは平安時代ではなく寛延2年5月29日としており、その論拠として青柳種信の著書『筑前町村書上帳』をあげている。同書の「下境村祇園社ノ飛石伝記」には、大きな音とともに飛来する物体が目撃され、祇園社（今の須賀神社）の境内にある木にあたって隣家に落ちたため、土の中を掘ると立烏帽子のような形をした黒い石が現れ、珍重なものであるとされて神前に奉納されたとある。
この「飛石伝記」に記録された石の形状が直方隕石と酷似しており、同じ神社に二度も隕石が落下したとは考え難いこと、また国外において最古の記録とされるエンシスハイム隕石（1492年）と比べても、861年という年代はあまりにも古すぎること、そして桐箱の蓋に見られる墨書の書体や文体は幕末以降のものであることから、江戸時代に落下したものであると結論されている。